# Кршетинка
Кршетинка (чеш. Křetínka, Křetinka) — река в Чехии, правый приток верхней Свитавы, протекает по территории Пардубицкого и Южноморавского краёв.
Общая протяжённость реки составляет 29,7 км, площадь водосборного бассейна — 127,4 км², средний расход воды в устье — 0,65 м³/с.
Исток находится на высоте 645 м над уровнем моря около северной окраины деревни Сташов. Генеральным направлением течения реки является юго-восток. Около устья на реке устроено водохранилище Летовице. Впадает в Свитаву на высоте 340 м над уровнем моря в городе Летовице.

## Примечание
1. 1 2  Лист карты M-33-Г. Масштаб: 1 : 500 000.
2. ↑  Vladimír Vlček. Křetinka // Vodní toky a nádrže (чешск.) / Československá akademie věd; Vědecký redaktor prof. RNDr. Václav Král, DrSc.. — Praha: Academia, 1984. — С. 144.
3. ↑  Атлас мира / сост. и подгот. к изд. ПКО «Картография» в 1999 г. ; отв. ред. Т. Г. Новикова, Т. М. Воробьёва. — 3-е изд. — М. : Роскартография, 1999. — 563 с. — ISBN 5-85120-055-3.
4. 1 2 3  Данные получены при помощи картографического сервиса (чешск.) на сайте Государственного научно-исследовательского института водного хозяйства им. Т. Г. Масарика (чешск.).
5. 1 2 3  Vladimír Vlček. Křetínka // Vodní toky a nádrže (чешск.) / Československá akademie věd; Vědecký redaktor prof. RNDr. Václav Král, DrSc.. — Praha: Academia, 1984. — С. 144.
6. ↑  RYBÁŘ, Petr; a kolektiv. Přírodou od Krkonoš po Vysočinu. Hradec Králové: Kruh, 1989. 392 s. 46-011-89. Kapitola Křetínka, s. 150.